# Bad Magic
Bad Magic är Motörheads 22:a och sista studioalbum. Det släpptes den 28 augusti 2015.

## Låtlista
All sångtext är skriven av Lemmy Kilmister, alla låtar är komponerade av Motörhead.
| Nr           | Titel                              | Längd |
| ------------ | ---------------------------------- | ----- |
| 1.           | Victory or Die                     | 3:08  |
| 2.           | Thunder & Lightning                | 3:06  |
| 3.           | Fire Storm Hotel                   | 3:35  |
| 4.           | Shoot Out All of Your Lights       | 3:15  |
| 5.           | The Devil                          | 2:54  |
| 6.           | Electricity                        | 2:17  |
| 7.           | Evil Eye                           | 2:20  |
| 8.           | Teach Them How to Bleed            | 3:13  |
| 9.           | Till the End                       | 4:05  |
| 10.          | Tell Me Who to Kill                | 2:57  |
| 11.          | Choking on Your Screams            | 3:33  |
| 12.          | When the Sky Comes Looking For You | 2:58  |
| 13.          | Sympathy for the Devil             | 5:27  |
| Total längd: | Total längd:                       | 42:56 |